# Granville Ryder (1799-1879)
Granville Dudley Ryder (26 novembre 1799 - 24 novembre 1879) est un homme politique conservateur britannique.

## Biographie
Il est le deuxième fils de Dudley Ryder (1er comte de Harrowby), de son épouse, Susan, fille de Granville Leveson-Gower (1er marquis de Stafford). Il sert d'abord dans la Royal Navy et atteint le rang de lieutenant. Il siège ensuite comme député de Tiverton de 1830 à 1832 et de Hertfordshire de 1841 à 1847. Il est également juge de paix pour le Hertfordshire.
Il épouse Georgiana Augusta, fille de Henry Somerset (6e duc de Beaufort), en 1825. Leur fils aîné, Dudley Henry Ryder, est un ancêtre du militaire et homme politique Robert Ryder. Leur deuxième fils, Granville Ryder (1833-1901) (en), est un homme politique. Georgiana Ryder est décédée en mars 1865. Il lui survit quatorze ans et meurt en novembre 1879, deux jours avant son quatre-vingtième anniversaire.